# Shattuara II

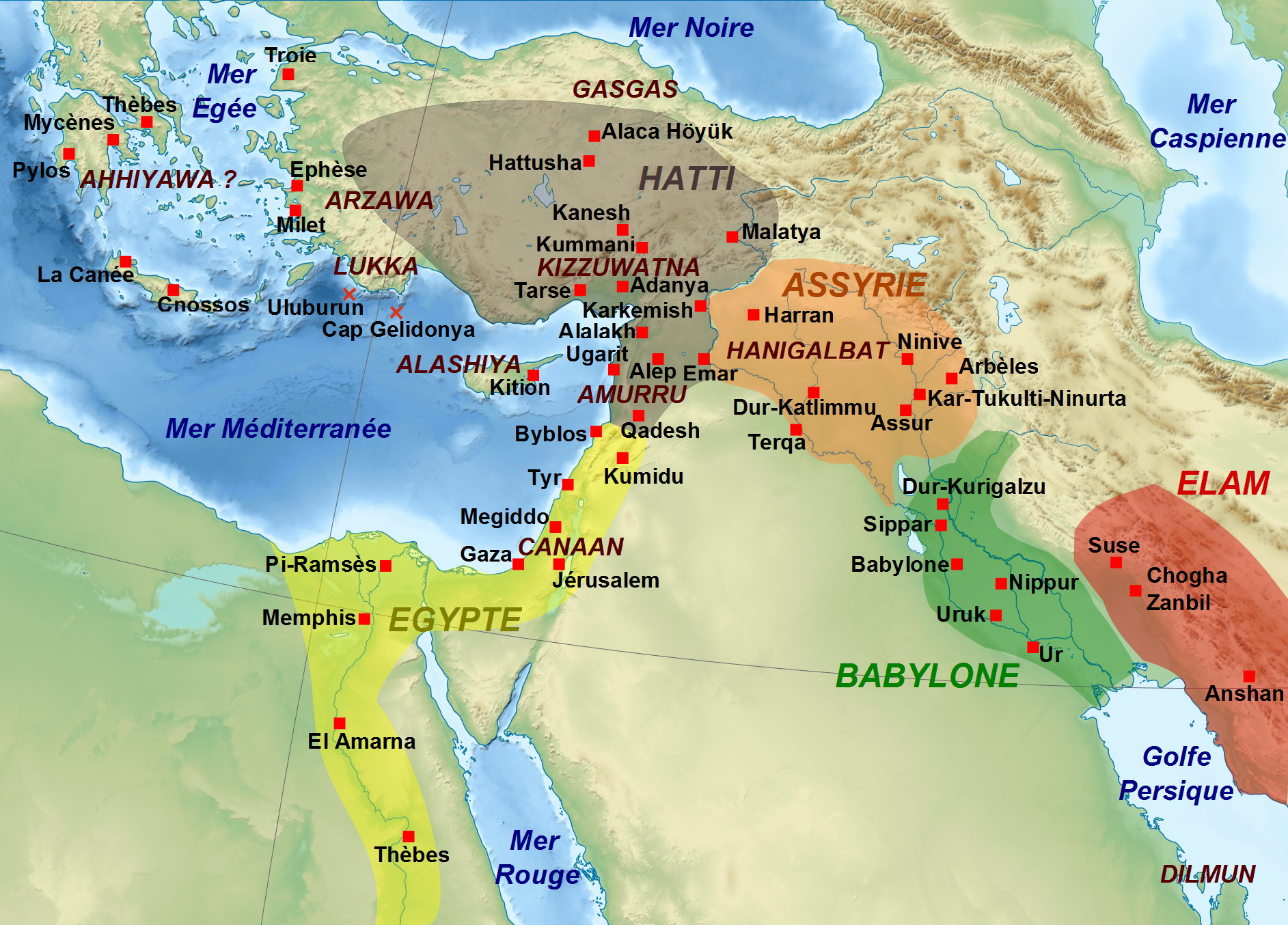
Mapa del antiguo Cercano Oriente en el con la ubicación del país de Hanigalbat marcada después de que Asiria lo anexara

Shattuara II fue el último rey de Mitani, que reinó en la primera mitad del siglo XIII a. C.
Se cree que era hijo o sobrino de Wasashatta, aunque algunos historiadores creen que se trata del mismo personaje que reinó como Shattuara I. Su título era rey de Ḫanigalbat, como vasallo de Asiria. Su reinado y el fin de la dinastía llegaron a su fin cuando fue derrotado por Salmanasar I hacia 1270 a. C. Según palabras del propia Salmansar: «Un ejército de hititas y de 
tribus arameas estaban allí. Cortaron los puentes y las fuentes y abrevaderos. En vista de la sed y de la extenuación de mi ejército...arriesgué la batalla y les causé la derrota».